# Chim điên bụng trắng

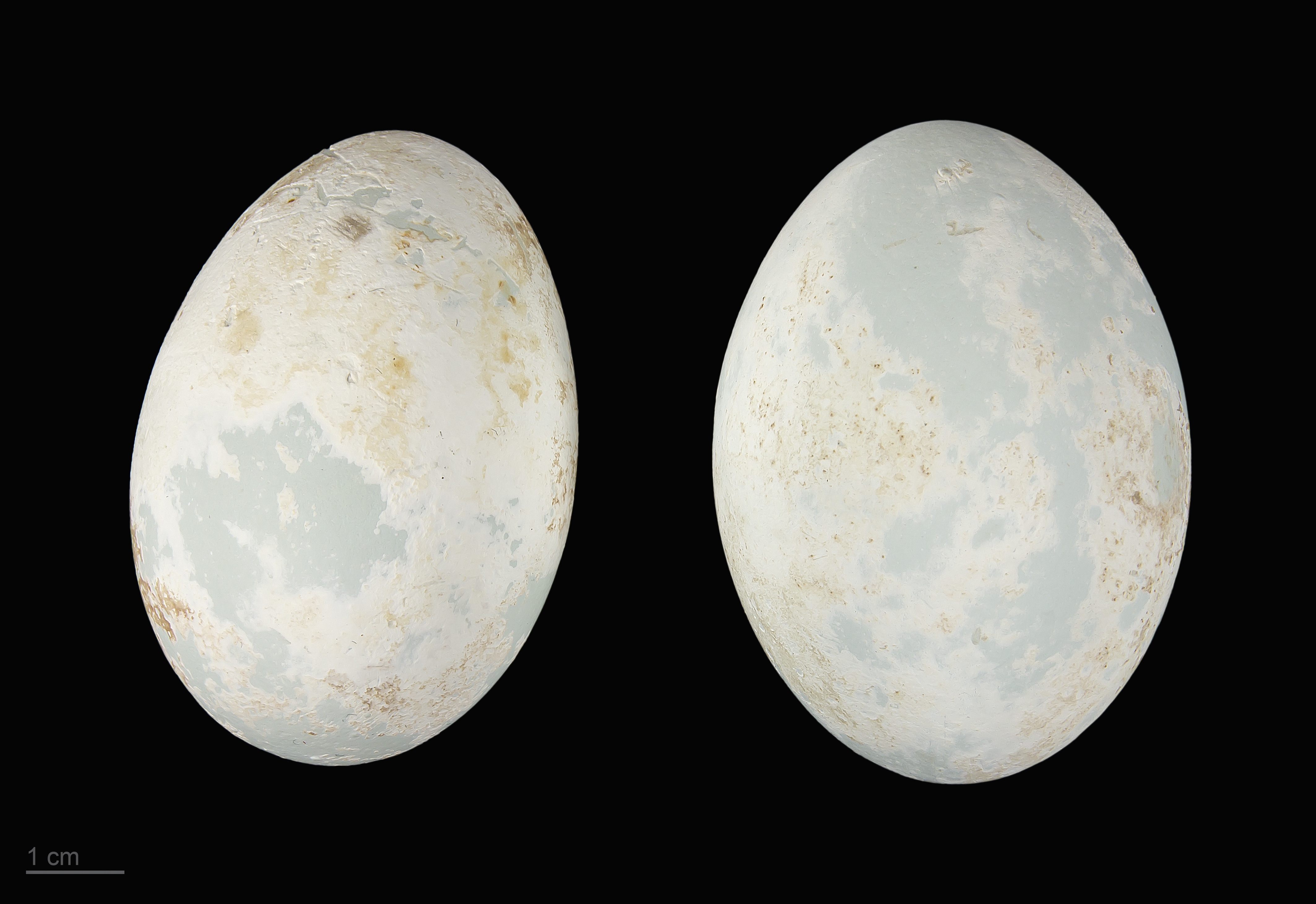
Sula leucogaster

Chim điên bụng trắng (danh pháp hai phần: Sula leucogaster) là một loài chim biển lớn của họ Chim điên. Chúng là loài lưỡng hình giới tính. Con mái dài khoảng 80 cm và sải cánh lên tới 150 cm (4.9 ft), và có thể nặng tới 1.300 g (2.9 lb). Con trống dài 75 cm (30 in), sải cánh lên tới 140 cm (4,6 ft), và có thể nặng tới 1.000 g (2.2 lb). Đầu và phần trên cơ thể phủ màu nâu còn phần bụng là một màu trắng tương phản. Chim non có màu nâu xám với điểm tối trên đầu, cánh và đuôi. Mỏ chim khá nhọn và có nhiều các cạnh lởm chởm. Đôi cánh ngắn và dài, đuôi nhọn. Đây là loài khá yên lặng, ít kêu.
Chim điên bụng trắng sinh sản trên các đảo và bờ biển ở khắp các xứ nhiệt đới của Đại Tây Dương và Thái Bình Dương. Chúng thường xuyên đến khu vực sinh sản ở các hòn đảo trong vịnh Mexico và biển Caribe. Loài chim này làm tổ theo từng tập đoàn lớn, đẻ hai trứng màu xanh phấn trên một mô đất tạo thành từ vỏ sò vỡ và cây cỏ. Chim trải qua mùa đông trên biển trong một khu vực rộng lớn hơn.
Cặp chim điên bụng trắng có thể vẫn sống chung với nhau qua một vài mùa. Chim này thực hiện những nghi lễ phức tạp để chào nhau. Chúng là những thợ lặn ngoạn mục, lao xuống biển bắt cá với tốc độ cao. Chúng chủ yếu ăn cá nhỏ và mực bơi thành từng đàn sát mặt biển và có thể bắt cả những con cá tung mình khỏi mặt nước khi chim đang bay là là. Mặc dù là loài bay nhanh và mạnh mẽ nhưng chim điên bụng trắng đặc biệt vụng về khi cất cánh và hạ cánh; chúng sử dụng sức gió mạnh và nơi đậu cao so với mặt đất để hỗ trợ việc cất cánh.

## Phân loài
Loài này chỉ có 2 phân loài được công nhận sau:
- Sula leucogaster leucogaster (Boddaert) 1783
- Sula leucogaster plotus (Forster,JR) 1844

Hai phân loài brewsteri và etesiaca trước được xếp là phân loài của loài, đã tách thành loài riêng là chim điên Cocos vào năm 2024 bởi Hiệp hội Điểu học Hoa Kỳ, The Clements Checklist of the Birds of the World và IOC World Bird List